# Храм Никиты Мученика на Швивой горке
Храм Никиты Мученика на Швивой горке, или за Яузой — православный храм в Таганском районе Москвы, на Швивой (Вшивой) горке. Относится к Покровскому благочинию Московской епархии Русской православной церкви. Подворье Афонского Пантелеимонова монастыря.
Главный престол освящён во имя великомученика Никиты, приделы — в честь праздника Благовещения Пресвятой Богородицы, во имя святой равноапостольной княгини Ольги, во имя преподобных Онуфрия Великого и Петра Афонского.
Богослужение на подворье имеет особенности, характерные для афонского устава: все воскресные службы совершаются в ночное время (начало в 22 часа 30 минут).

## История

### История района
Храм Никиты Мученика расположен на вершине Швивой горки — юго-западного склона большого Таганского холма, рядом с местом слияния Москвы-реки и Яузы. Согласно исследованиям археологов на этом месте находилось одно из древнейших домосковских поселений, датируемое X веком.
Таганский холм стал активно заселяться на рубеже XV—XVI веков, прежде всего за счёт выселенных из города ремесленников, занимавшихся огнеопасными промыслами: гончаров и кузнецов — бронников и котельников.
Первое летописное упоминание о храме Никиты Мученика относится к 1476 году. Согласно записям за 1533 год ударом молнии у церкви «прошибе стену и у деисуса попали злато». Предположительно здание храма к этому времени уже было каменным, так как в летописных записях не говорится о пожаре.

### Строительство храма

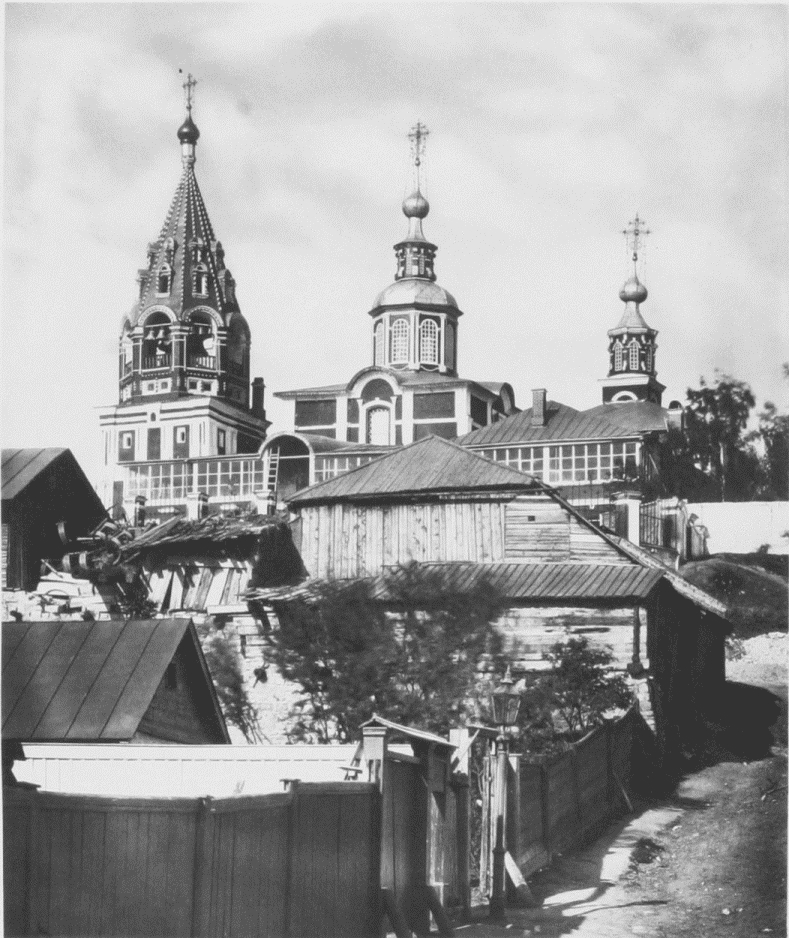
Фотография из альбома Николая Найдёнова. 1882 год

Согласно вкладной плите, существующий каменный храм был построен в 1595 году «московским торговым человеком Саввой Емельяновым, сыном Вагиным». Древнейшей частью храма является одностолпный подклет. В нём сохранилась кладка из мелкого «алевизовского» кирпича, такой кирпич начали применять в начале XVI века. Очевидно, Савва Вагин не возводил здание храма с нуля, а перестраивал ранее существовавший каменный храм.
В 1684—1685 годах с северо-западной стороны к храму была пристроена шатровая колокольня. В это же время был сооружён южный придел Благовещения Пресвятой Богородицы с примыкающей к нему трапезной и северный портал.
В 1740-е годы храм вновь обновлялся. Был сооружён придел преподобных Онуфрия Великого и Петра Афонского, главный иконостас. Из оригинальных особенностей храма можно отметить открытую галерею-гульбище, с которой раньше открывался вид на Москву-реку и Кремль (в настоящее время вид на Кремль закрывает одна из «сталинских высоток»). В 1878—1880 годах с северо-западной стороны по проекту архитектора Александра Попова сооружён придел святой равноапостольной княгини Ольги с отдельным входом; Попов же провёл реставрацию храма. В целом храм Никиты Мученика является одним из интереснейших памятников архитектуры старой Москвы
Об этом храме писал А. Солженицын — двадцать пятая глава романа «В круге первом» так и называется — «Церковь Никиты Мученика».
— «Бе же церковь та вельми чудна красотою и светлостию…» — почти прошептала Агния, близко держась плечом к его плечу.

— Какого ж она века?

— Тебе обязательно век? А без века?

— Мила, конечно, но не….

— Так смотри! — Агния натянутой рукой быстро повлекла Антона дальше — к паперти главного входа, вышла из тени в поток заката и села на низкий каменный парапет, где обрывалась ограда и начинался просвет для ворот.

Антон ахнул. Они как будто сразу вырвались из теснины города и вышли на крутую высоту с просторной открытой далью. Паперть сквозь перерыв парапета стекала в долгую белокаменную лестницу, которая многими маршами, чередуясь с площадками, спускалась по склону горы к самой Москва-реке. Река горела на солнце. Слева лежало Замоскворечье, ослепляя жёлтым блеском стёкол, впереди дымили по закатному небу чёрные трубы МОГЭСа, почти под ногами в Москва-реку вливалась блесчатая Яуза, справа за ней тянулся Воспитательный дом, за ним высились резные контуры Кремля, а ещё дальше пламенели на солнце пять червонно-золотых куполов храма Христа Спасителя.

### Советский период
С 1918 года до закрытия храма здесь служил протоиерей Николай Виноградов.
Храм Никиты Мученика был закрыт в 1936 году. Церковные ворота и ограда были разрушены, а само здание храма от сноса спасло только вмешательство общественности. В середине 1950-х годов за реставрацию храма взялся архитектор Лев Давид. В здании храма вплоть до 1990 года располагался склад студии «Диафильм».
В 1991 году храм Никиты Мученика был передан Русской православной церкви. В 1992 году он стал подворьем (московским представительством) Афонского Пантелеймонова монастыря, в настоящее время здесь проходят подготовку будущие насельники этой обители. В 1996 году были построены церковные ограда и Святые врата, в башнях которых были устроены часовни святого великомученика Пантелеймона и преподобного Силуана Афонского.

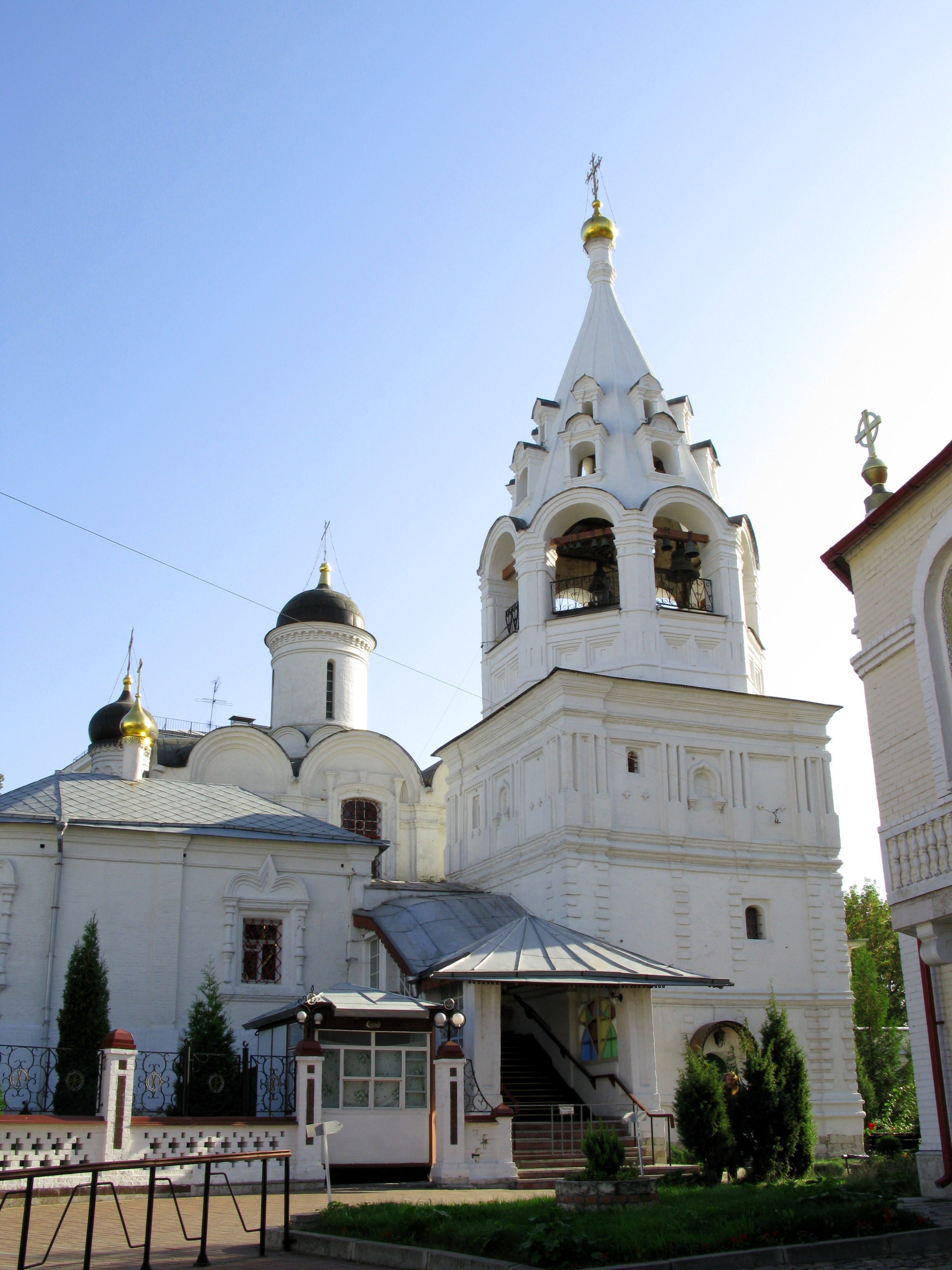
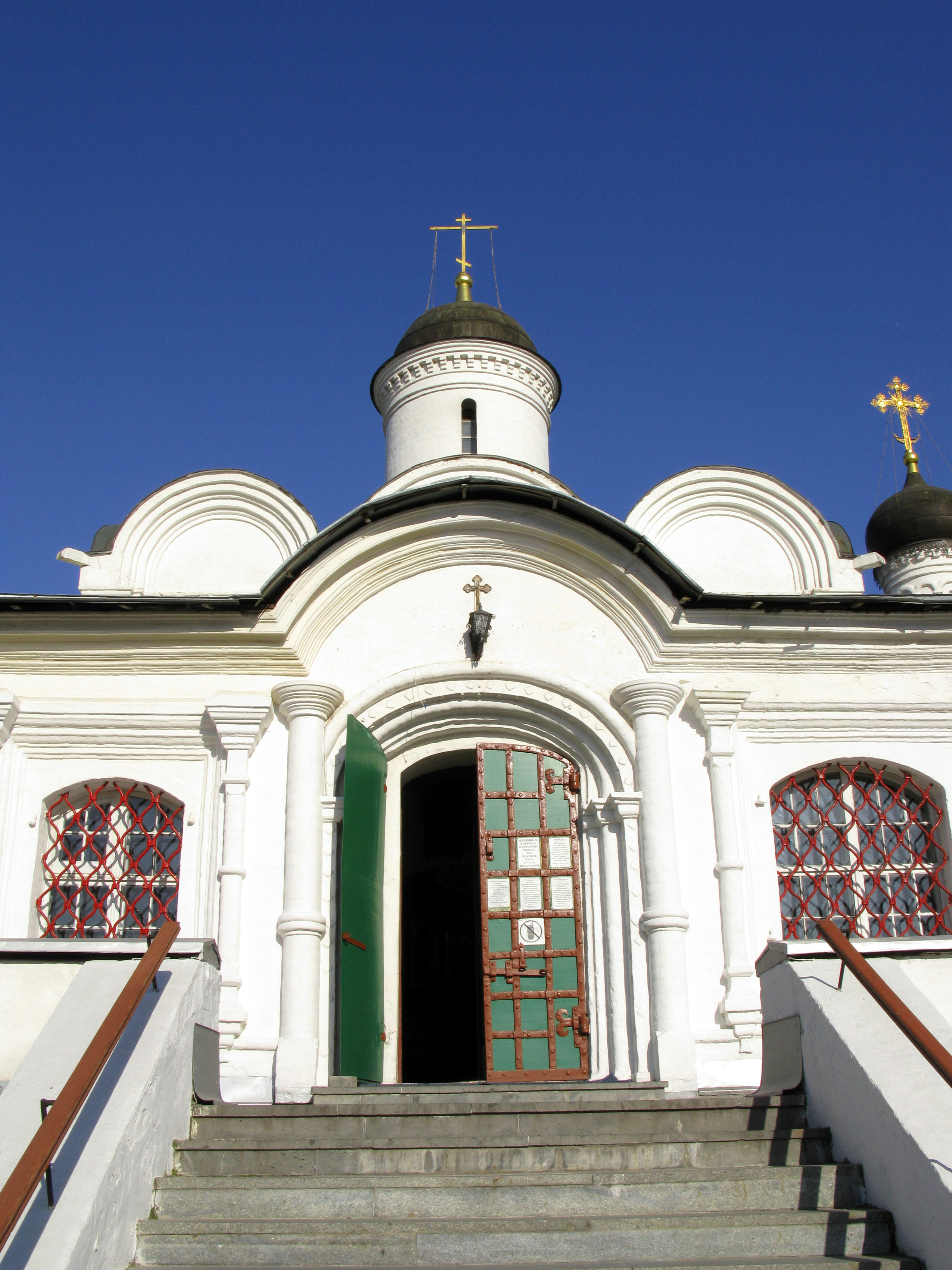
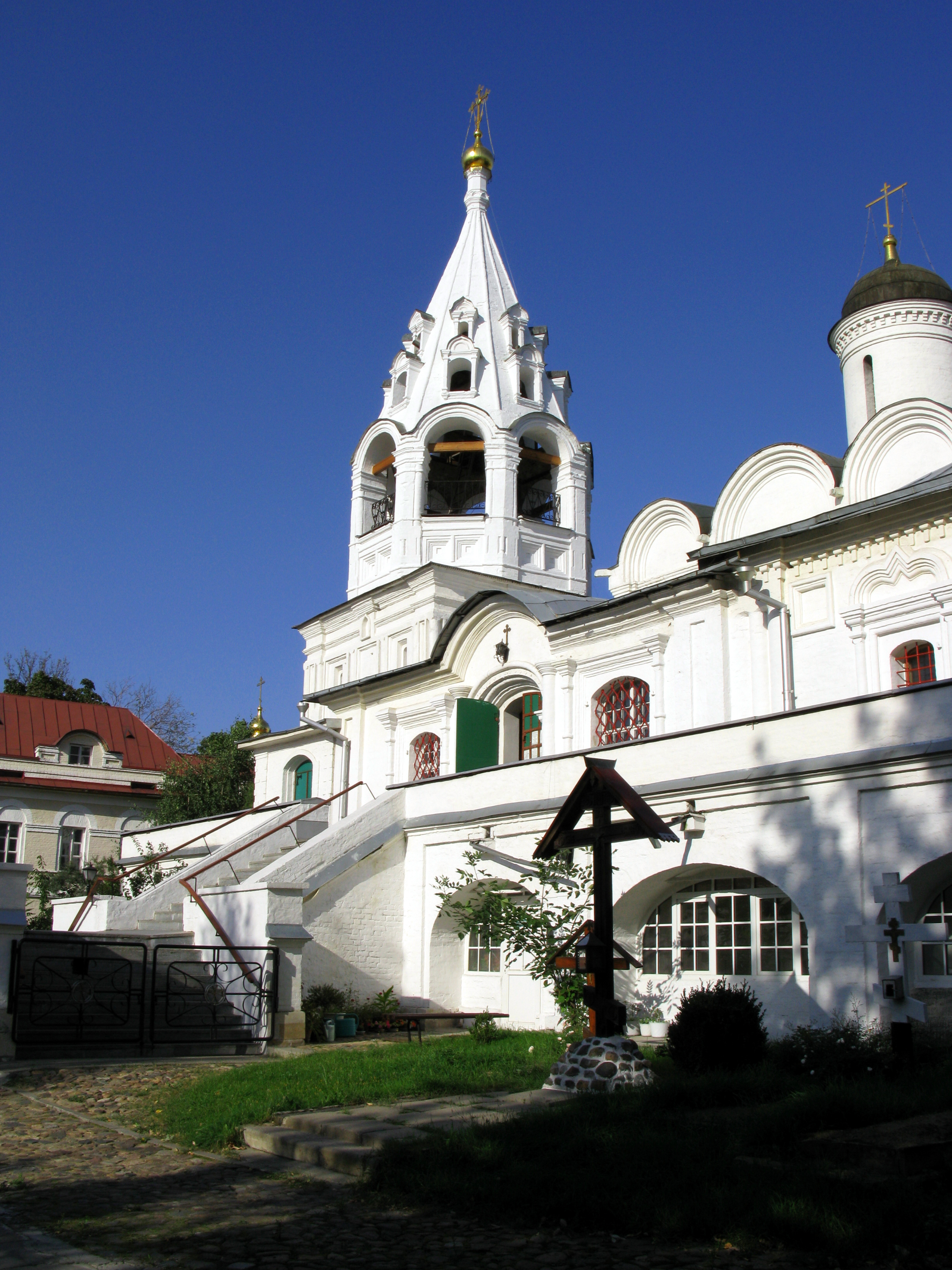

## Настоятели подворья
- Игумен Петр (Пиголь) (1991—1992)
- Архимандрит Феоктист (Дорошко) (1992—1994)
- Игумен Никон (Смирнов) (1994— 14 января 2018)
- Иеромонах Никита (Смернягин) (14 января 2018 — н.в.)

## Комментарии
1. ↑  Литургия служится сразу после Всенощного бдения, начинающегося поздно вечером.